# Hey Jude (album)
Hey Jude is een compilatiealbum van The Beatles, dat in 1970 uitgebracht is vóór het studioalbum Let It Be. Het is een verzameling van singles en B-kantjes, waarvan de meeste slecht te verkrijgen waren. Een aantal tracks zoals Hey Jude waren voor het eerst in stereo te beluisteren. De tracklist is als volgt:
Kant 1
- Can't Buy Me Love – 2:19
- I Should Have Known Better – 2:39
- Paperback Writer – 2:14
- Rain – 2:58
- Lady Madonna – 2:14
- Revolution – 3:21

Kant 2
- Hey Jude – 7:05
- Old Brown Shoe (George Harrison) – 3:16
- Don't Let Me Down – 3:30
- The Ballad of John and Yoko – 2:55

Alle nummers zijn geschreven door Lennon-McCartney, tenzij anders vermeld.